# Так працює пам'ять
Проєкт «Так працює пам'ять» — мистецький музичний, міжавторський проєкт, який розпочав Руслан Горовий 2019 року, присвячений пам'яті Данила Дідіка і всім, хто віддав життя за незалежність України.

## Історія
Данило брав участь в багатьох акціях на підтримку єдності України, під час одної з яких 22 лютого 2015 року, в річницю перемоги Революції Гідності, він опинився в епіцентрі вибуху від закладеної терористами вибухівки. Наступного дня він помер, не приходячи до тями.
Проєкт виник як продовження зусиль Руслана Горового щодо підтримки пам'яті про Данила Дідіка та у зв'язку з постійними перепонами в попередньому проєкті митця щодо присвоєння назві школи № 11 Харкова, в якій вчився хлопець його імені. Також проєкт було вирішено активізувати після того, як осіб, які вчинили терористичний акт, засуджених до довічного ув'язнення, передали на непідконтрольну територію у рамках обміну полоненими.
Руслан Горовий так каже про започаткування проєкту:
| Через музику дуже легко достукатися до людей. Почав проти ночі, майже вночі писати повідомлення, коли мені це в голову пішло, своїм друзям, артистам, з проханням долучитися. Ніхто мені не відмовив.[8] |
З 31 липня 2019 щотижня до проєкту додається нова пісня. Одна з пісень «Нитками» Нікіти Мігура була найулюбленішою в хлопця і після того, як Руслан Горовий розшукав виконавця той створив спеціально для проєкту нову двомовну версію цієї пісні [Архівовано 13 червня 2021 у Wayback Machine.].
Пісні з проєкту щодня звучать на радіо «Блогер ФМ» (о 10.00 та о 16.00). Також пісні (о 10.40 та о 17.40) звучать на РокРадіо UA. Такі учасники проєкту як «Жадан і Собаки», «Папа Карло», «Друже музико» виконували пісні, присвячені Данилові Дідикові на рок-концерті «Так працює пам'ять», який 22 лютого 2020 року відбувся в Харкові в межах Дня патріота, у пам'ять про героїв Революції гідності та був ініційований активістами Харківського Євромайдану.
В 2023 році була досягнута одна з початкових цілей ініціаторів проекту: школі №11 у Харкові було присвоєно ім'я Дані Дідика.

## Треки
| № з/п | Назва гурту (співак, проєкт)                | Назва пісні                                                  | Присвяти: |
| ----- | ------------------------------------------- | ------------------------------------------------------------ | --- |
| 1     | «Kozak System»                              | Спи маленький козачок                                        | В коментарі до треку гурт зазначає, що Даня Дідік мав мільйон варіантів цікаво прожити своє життя, однак загинув за те, щоб такий шанс був у нас. 22 лютого 2015 року Даня разом із друзями пішов на присвячену першій річниці Майдану Ходу Гідності, тримаючи периметр колони та побоюючись провокацій. Провокація сталася — покидьки підірвали протипіхотну міну, дев'ятеро людей отримали поранення, четверо, серед них і Даня, загинули. |
| 2     | «Брати Станіслава»                          | Завше Молоді                                                 | В коментарі до треку гурт зазначає, що і один в полі воїн, а битва світлої і темної сторін відбувається щодня на різних фронтах життя. І саме від Тебе залежить, чи прорветься зло конкретно на Твоїй ділянці бою. Гурт присвятив пісню Дані Дідіку та всім тим, хто не відступив і втримав фронт ціною власного життя. Гурт зазначив також, що поки живуть, будуть жити і Вони: у віршах, у піснях, у назвах шкіл та вулиць, у переказах батьків дітям… Оскільки саме « Так працює пам'ять». |
| 3     | «Папа Карло» та друзі                       | Даніна пісня                                                 | Пісня гурту про Даню, який дивиться зверху і про те, що треба жити так, щоб не було соромно. Гурт у присвяті також нагадує, що з піснею пов'язані дуже складні почуття, тому що всі були і в 2014-му і в 2015 році на цих ходах і коли у 15-му відбувся теракт, враження були просто жахливі, а отже можливо тому це так швидко і написалося, що це все думано-передумано. |
| 4     | «Сонячна машина»                            | Еклезіаст 3, 1-8                                             | Гурт Сонячна машина зазначає, що йому важливо, щоби пам'ять про героїчний вчинок Дані збереглася серед українців адже без пам'яті не можна бути тими ким є, тими, ким судилося бути у майбутньому. Відповідно гурт вважає, що трек «Еклезіаст 3; 1-8» з альбому «Ти в мене є» саме про Даньку. Гурт вважає також, що для України прийшов час перемагати, а без пам'яті перемогти неможливо. |
| 5     | «Без Обмежень»                              | Моя земля                                                    | Гурт в коментарі до пісні зазначає, що пісня «Моя земля» є частиною проєкту «Так працює пам'ять», присвяченому харківському школяру Дані Дідіку, який загинув під час ходи на підтримку єдності України у 2015 році. |
| 6     | «Широкий лан»                               | Степ                                                         | Гурт вважає, що пам‘ять це те, що дає змогу називатись українцями, це правда, яка кликатиме до справедливості., це фундамент особистості. Гурт згадує про подвиг Дані Дідіка і робить все можливе, щоб і їхні діти знали про нього, бо так працює пам‘ять. |
| 7     | «TaRuta»                                    | Вічно молоді/ Forever young                                  | В присвяті до пісні зазначено, що Дані було лише 15, але мужності та гідності він мав побільше багатьох дорослих харків'ян. Гурт зазначає, що він мав загострене відчуття справедливості, яке змушувало його завжди бути в авангарді подій і 22 лютого 2015 року у Харкові він також був у перших рядах колони «Маршу Єдності». Також гурт вважає, що Даня Дідік має стати взірцем для всіх наступних поколінь українців, а 11 ліцей м. Харкова має носити його ім'я, бо так працює пам'ять! |
| 8     | Марина Одольська                            | Я буду подихом                                               | Співачка як мама присвятила пісню дитині (Дані Дідіку), яка втратила своє життя за Україну, бо так працює пам'ять! |
| 9     | Микита Мігур (Migur x Killa Beats WB prod)  | Нитками                                                      | |
| 10    | Віктор Винник і «МЕРІ»                      | Слово Війна                                                  | Віктор Винник з гурту «МЕРІ» піснею «Слово Війна» хоче ще раз нагадати, що ми не маємо права на відступ, що це наша земля і що ми повинні і будемо за неї боротись. |
| 11    | «Транс-Формер»                              | Час. Так працює пам'ять                                      | |
| 12    | «Пенсія»                                    | Франківське Танго                                            | |
| 13    | «КораЛЛі» (feat. Присяжний)                 | Вперед, Соколи!                                              | Пісня «Вперед, Соколи!» гурту «КОРАЛЛІ» була записана спільно із Сергієм Присяжним (гурт Мотор'ролла) на вірш Івана Багряного та перезентована на пам'ять про Данила ДІдіка. |
| 14    | «ТНМК»                                      | Історія України за 5 Хвилин                                  | Гурт «Танок на Майдані Конґо» вважає, що досить дивитися на власне минуле з сумом і жалем, українцям є чим пишатися! Їх пісня «Історія України за 5 Хвилин» є частиною проєкту «Так працює пам'ять». |
| 15    | «Goncharova project»                        | Колискова                                                    | |
| 16    | «Фіолет»                                    | Все чесно                                                    | Гурт в присвяті до пісні зазначає, що пам‘ятає своїх героїв. |
| 17    | Марія Бурмака                               | Верни до мене, пам'яте моя                                   | Марія Бурмака зазначає, що прем'єра пісні присвячена пам'яті 15-річного Дані Дідика, який став жертвою теракту під час Маршу Єдності в Харкові у лютому 2015 року. Вона пригадує, що пісню на цей вірш Василя Стуса написала ще 20 річною, адже цей вірш тоді її вразив, але зараз він осмислюється ще глибше, коли десятки і сотні синів та дочок Украіни віддали життя за батьківщину. |
| 18    | «MOTANKA»/Victor Verba                      | Лелеки                                                       | Співаки зазначають, що пісня присвячена герою Дані Дідіку. |
| 19    | «Друже Музико»                              | Новий день                                                   | |
| 20    | «Орбахоса»                                  | І знову вечір                                                | Ця пісня була записана на початку 2000-х і відтоді ніколи не виконувалась, але прийшов її час і вона стала частиною проєкту «Так працює пам'ять». |
| 21    | Сергій Підкаура                             | Positive Vibration                                           | |
| 22    | «Брати Гадюкіни»                            | Йде нині война                                               | Гурт в присвяті зазначає, що пам'ять — надважлива властивість людини, дана Богом, пам'ять робить людей людьми і біду, яка сталася, варто знати і пам'ятати. Ігор Мельничук каже: «Нехай всі наші Воїни повернуться з Перемогою додому. Живі і здорові. Слава Україні! Героям слава!». |
| 23    | «Широкий лан»                               | Я знаю                                                       | Гурт «Широкий лан» задається питанням що таке пам‘ять? І відповідає, що це те, що дає нам змогу називатись українцями, це правда, яка кликатиме до справедливості, це фундамент особистості. Гурт згадує про подвиг Дані Дідіка і робить все можливе, щоб і діти знали про нього. Бо так працює пам‘ять. |
| 24    | «Антитіла»                                  | Птаха                                                        | Гурт зазначає, що пісня «Птаха» отримала нове життя в рамках проєкту, через те, що інше, дитяче життя, забрала неоголошена війна. |
| 25    | «Скрябін»                                   | Сука війна                                                   | Гурт присвятив пісню п'ятнадцятирічному герою який загинув за Україну. |
| 26    | «Alyona alyona»                             | Коли ховають молодих                                         | Співачка каже, що після того як режисер Руслан Горовий запропонував їй написати трек присвячений пам'яті юного 15 річного хлопця, Дані Дідика, який став жертвою теракту під час Маршу єдності у Харкові, в лютому 2015 року вона дізналась більше про його історію та пригадала, як багато в своєму житті бачила утрат та поховань, найболючіші з яких — похорони молоді. ТОму її трек «Коли ховають молодих» — це «ода пам'яті» всім юнакам та юначкам, чиї смерті співачці довелося пережити та про які їй довелося дізнатися, це найстрашніше та найтяжче, що може бачити світ. Отож ця пісня — згадках про всіх, чиє життя обірвалося надто рано. |
| 27    | «Shopping Hour Grp»                         | В моєму серці                                                | Гурт присвятив пісню Дані Дідіку. |
| 28    | @TRAKTOR                                    | ЗОЛОТЕ ТЕЛЯ                                                  | Гурт присвятив пісню Дані Дідіку. |
| 29    | Христина Панасюк                            | Так працює пам'ять                                           | Співачка створила пісню для проєкту та присвятила її Народному Герою України Дані Дідіку та всім загиблим воїнам Майдану та російсько-української війни. |
| 30    | «Яри» & «Папа Карло»                        | ЛЕЛЕКА                                                       | |
| 31    | Цвях                                        | Танцюй                                                       | |
| 32    | «Час від часу»                              | Попіл                                                        | Пісня «Попіл» гурту «Час від часу» створена для проєкту «Так працює пам'ять», присвяченого пам'яті Дані Дідіка — 15-річного патріота і громадського активіста, який став жертвою теракту під час Маршу єдності в Харкові в лютому 2015 року. |
| 33    | «СКАЙ»                                      | Не відступати і Не здаватись                                 | Гурт «СКАЙ» 27 квітня 2020 року презентував пісню «Не відступати і Не здаватись» в рамках проєкту «Так працює пам'ять». Пісня презентована в День народження українського патріота і активіста Данила Дідіка, який став жертвою теракту під час Маршу Єдності в Харкові в 2015 році, коли йому було всього 15 років. Пісня присвячена також усім, хто захищав, захищає і захищатиме українську землю, честь, гідність та свободу українського народу. Гурт назадує: «Ніхто не забутий! Ніщо не забуте! Не відступати! І не здаватись!». |
| 34    | Yarmak                                      | ВОНА                                                         | Співак зазначає, що набагато трагічніші наслідки за будь який вірус несе байдужість до своєї землі, культури, людей, яка призводить до ніщівних втрат, природних та людських ресурсів нашої країни. Він каже, що цинічність часу, на жаль, навчила багатьох швидко забувати своїх героїв і саме для цього його друг Руслан Горовий створив проєкт «Так працює пам'ять» в честь молодого українського хлопчика Дані Дідика який помер в 2015 році від вибуху міни під час мирної ходи в Харкові. Він висловлює повагу всім захисникам нашої країни, лікарям, пожежним, які ризикуючи власним життям, захищають наш спокій та здоров'я! Як висновок він каже, що тільки виховавши в собі порядну, працьовиту, вдячну особистість ми побачимо зміни, а поки боремось! |
| 35    | «I Miss My Death»                           | Спогад                                                       | Гурт зазначає, що пісня «Спогад» — це романс, що оспівує спокійний травневий вечір, який не можливо було б співати, якби не його захисники, такі герої як Даня, завдяки яким ми маємо щастя насолоджуватись нашою свободою. |
| 36    | «Бетон»                                     | Бокс                                                         | Гурт в присвяті до пісні зазначає, що в 15-річному віці людина особливо гостро відчуває різницю між чорним і білим, між справедливістю і несправедливістю, і логічно що в душі з"являється бунт проти несправедливості. Він вказує, що Даня Дідік назавжди залишився бунтівним підлітком, тому разом з організаторами проєкту гурт обрав агресивний трек, бо досить вже українцям плакати сумними піснями і налаштовуватися на страждання. |
| 37    | «PANCHYSHYN»                                | Бути Собою                                                   | |
| 38    | «Мелодізми»                                 | Жовте сонечко                                                | |
| 39    | «Entree»                                    | Із крейдою в руці                                            | Гурт нагадує, що Дідік Данило — герой, а герої не вмирають, точніше пам'ять про них не вмирає ніколи. Коли гурту запропонували доєднатися до збірки в пам'ять хороброго юнака, вони згадали, що мають нариси пісні, яку з охотою присвятили маленькому герою. Пісня «із крейдою в руці» — написана про маленького дорослого, який малював своє майбутнє, незважаючи на падіння та синці на колінках, який йшов до мети попри все, бо знав, чого саме він прагне, вільного життя, у країні без війни. Гурту хочеться щоб кожен з нас цінував такі вчинки і розумів їх важливість. Він зазначає, що слід не боятися бути собою, не боятися будувати світле майбутнє, не боятися говорити, коли всі мовчать, адже за таку свою свободу люди віддають життя, діти — віддають життя. Тому ми маємо це пам'ятати і цінувати. Гурт вірить, що Бог, то є сила, світла сила, для кожного своя, але головна ідея одна — це добро, і тому дуже співставлєються картина, що Бог, то є дитина із крейдою, що малює своє майбутнє, і лише ми вільні обирати що малювати, мирне небо над головою, чи гнітючі дні у рабстві. Гурт вважає, що разом ми можемо намалювати красиву картину щасливої України, потрібно лише єднатися, мати спільну мету і хоробрість, як у 15 річного Дані, не забуваючи, про такі вчинки. |
| 40    | «Harmata»                                   | Боги                                                         | Гурт переконаний, що смерть Героїв недаремна! Він згадує, що за останні роки тисячі найкращих представників нації поклали життя у боротьбі за нашу свободу та гідність, а Данило Дідік — один з наймолодших середи них, Герой сучасної України, 15-річний юнак, який загинув під час теракту у Харкові на Марші Єдності у лютому 2015 року. Гурт зазначає, що ми, ті, хто продовжує жити, творити, працювати та кохати, маємо пам'ятати подвиг тих, завдяки кому ми можемо спокійно ходити вулицями наших міст. І особливо таких, як Даня Дідік, ця молода людина, ще дитина, у якої все було попереду — і навчання, і улюблена робота, і кохання, І який у своїх 15 років стояв попереду у лавах небайдужих, адже байдужість страшніша та жорстокіша за будь-які кулі та вибухи — вона пожирає людину зсередини, вкриває іржею наші душі, точить гниллю наші серця. Гурт HARMATA із вдячністю до всіх героїв України та всіх братів і сестер, які пам'ятають цей подвиг, бере участь у проєкті та присвятив Дані Дідіку пісню «Боги». Це пісня гурту про місце людини у світі та суспільстві, про пошук себе, про розуміння важливості своїх рішень і вчинків для себе та тих, хто тебе оточує. |
| 41    | «Вертеп»                                    | Отче                                                         | Гурт присвятив пісню Дані Дідіку. |
| 42    | «Мрії Марії»                                | МІЙ ЗЕНІТ НЕ ВПАДЕ                                           | Гурт присвятив пісню Дані Дідіку. |
| 43    | Фома та гурт «Мандри»                       | СОЛОВЕЙКО                                                    | Пісня присвячена бабусі та мамі Сергі́я Фоме́нко, мазаній хаті під солом'яною стріхою, де пройшло його дитинство в селі Косівка на Кіровоградщині, Україні,, рідним полям та українському Небу, а також Дані Дідіку, який дуже любив Україну і загинув в лютому 2015 року від бомби терористів під час мирної ходи за Єдність України. |
| 44    | Руслан Горовий ft. Сергій Жадан             | Спи моє дитя                                                 | Руслан Горовий каже, що ця пісня це ще одна цеглинка в мур пам'яті 15-ти річного героя Дані Дідіка, якого вбили найманці русского міра. |
| 45    | «Joryj Kłoc»                                | DOVBUSH                                                      | Гурт присвятив пісню Дані Дідіку, якого зрадили не раз, адже спочатку місцева влада допустила вбивство під час мирної ходи в рідному Харкові, а потім керівництво 11 школи Харкова відмовилося від обіцянки назвати його іменем заклад, а згодом держава віддала вбивць ворогу. Гурт хотів би щоб про хлопчика і його внесок в вільну Україну пам'ятали. |
| 46    | Віка Ягич                                   | Нема біди                                                    | |
| 47    | «Друга Ріка»                                | оооо/Брудний і Милий                                         | «Так працює пам'ять.» |
| 48    | «Глен Моранж»                               | Дощ                                                          | Гурт Глен Моранж присвятив свою нову пісню «Дощ» пам'яті Дані Дідіка — маленького козачка, що загинув від рук кремлівських найманців за єдність і свободу України. Ця піснЯ про незбуті мрії, про невмирущу любов, віру в майбутнє, данину минулому, в якому обірвались життя багатьох патріотів. |
| 49    | ХАС                                         | Голос Дітей                                                  | |
| 50    | «Liloviy»                                   | Мурмотіння                                                   | |
| 51    | «Шпилясті кобзарі»                          | Гей, степами                                                 | Гурт зазначає, що пісня — про тих, хто вів, веде і буде вести боротьбу за свободу України, за право бути вільним, вона присвячується пам'яті 15-річного Дані Дідіка, який став жертвою теракту під час Маршу Єдності в Харкові у лютому 2015 року, а також всім, хто віддав своє життя за рідну землю. Гурт вважає, що доки їхні образи житимуть у нашій пам'яті — будуть жити і вони, адже так працює пам'ять. |
| 52    | «The Sixsters»                              | Крила                                                        | Гурт присвячує пісню пам'яті Дані. Роздумовує, що іноді просто опускаються руки, але якщо ти маєш крила — використовуй їх, адже крила завжди допоможуть, вони це твоя мрія жити щасливим дитинством, жити в незалежній країні, робити щось вагоме, незалежно від віку. |
| 53    | «Онейроїд»                                  | Юність України                                               | |
| 54    | «JAN!S»                                     | Хай всі підуть                                               | Гурт вважає, що доки лунає ім'я, доки є ті, хто розкажуть правду, нагадають — хто і за що боровся, у що вірив, що любив усім серцем, вулицями якого міста ходив. Бо так працює пам'ять. пісня при Упіймати спогад, ті теплі миті і не відпускати, навіть коли всі підуть. Присвячуємо цю пісню пам'яті Дані Дідіка, 15-річному громадському активісту, який став жертвою теракту під час Маршу єдності в Харкові в лютому 2015 року. |
| 55    | «Вирій»                                     | Срібні Кулі                                                  | |
| 56    | «NOVI»                                      | На вічну пам'ять                                             | Гурт вважає, що свідомий громадянин — це не про вік, не про прописку, це про світогляд, внутрішню силу і готовність до конкретних дій на благо і захист Країни, в якій живеш. Тож гурт присвятив пісню «На вічну пам'ять» юному герою Дані Дідіку. |
| 57    | HASPYD                                      | Отава-Трава                                                  | Гурт вважає, що боронити Вітчизну можна по-різному (на фронті зі зброєю в руках, надихати бійців і дарувати запал та наснагу своєю творчістю, волонтерити). Також гурт нагадує, що війна триває і на наших вулицях начебто мирних міст, війна набагато ближче, аніж більшість навіть уявляє, зокрема і інформаційному просторі, в розмовах, в наших головах — вона скрізь. Тому для того щоб зберегти мир, аби зберегти тисячі й мільйони життів, аби вберегти країну, культурний спадок, щоб люди дихали й жили вільно музики вважають, що слід показати всім, що ми не відмовимось від незалежності, від людських цінностей, прав і свобод, однак мирна але гучна демонстрація власних поглядів, на жаль, стала подвигом, за який ризикуєш своїм життям, подвигом, який встановлює маркери — ворогу сюди зась, ми не відступимо, ми будемо захищатись і захищати, подвигом, за який вбивають. Гурт каже, що той хто голосно заявляє про себе, про свою позицію — ризикує так само, як військовий біля лінії розмежування, з єдиною відмінністю — воїни знають, що рано чи пізно прилетить, і знають звідки, а мирні захисники Вітчизни ніколи не здогадуються, де може спіткати лихо. Отже завдяки їм, і тим, хто не пускає ворога далі на передовій, і тим, хто мирними засобами дає зрозуміти що це українська земля і завжди буде такою, тут і далі триває відносно мирне життя. Гурт зазначає, що війна не буває без жертв і тому особливо боляче, коли вона забирає наймолодших, найчистіших, тих, хто так мало встиг, тих, хто не встиг лишити нащадків, але встиг так багато зробити для всіх нас. Пісня гурту «Отава-трава» була написана в 2017 році, але випущена у 2020, вона згадка про всіх, хто помер молодим захищаючи рідний дім, пам'ять і про Даню Дідика, і про тисячі інших, хто загинув за Україну як у бою, так і захищаючи свою країну, свою родину, усе що знає, із прапорами, мирними гаслами, чи просто із свідомою активною громадянською позицією, адже на місці Дані міг бути хто завгодно, а якби не було таких як він, куди більше міст потрапило б у прірву хаосу та ґвалту. Гурт вважає, що Данило та інші небайдужі, усіх врятували і на кривавому ґрунті зарано перерваних життів, зійде нове життя, як отава сходить на місці скошених жит і життя триває завдяки полеглим героям тому треба пам'ятати, хто і як відстоював та відстоює наше право на життя та свободу, адже якщо не пам'ятати, якщо забути про цей подвиг — усе вкотре повторюватиметься по колу, будуть нові жертви і нові герої, нові й нові втрати допоки нарешті, не запрацює пам'ять і тоді ми точно переможемо!«. |
| 58    | „VLASNA“                                    | Зазвучи                                                      | |
| 59    | „GRÁNAT“                                    | Місяць                                                       | |
| 60    | „Must Have“                                 | На Хмарах                                                    | Гурт долучився до проєкту і зазначає, що розуміє, що їх трек не поверне втрату, та не покарає винних, проте музики сподіваються, що пам'ять, яка залишилась після Дані Дідіка покаже, що його активна позиція була не даремною, і поки ми пам'ятаємо, ми сильніше за будь-кого! |
| 61    | „Біла вежа“                                 | Поле Троянд                                                  | |
| 62    | Mr.Gray                                     | Вмру за вас                                                  | Гурт зазначає, що їх трек — вже 62-е нагадування у рамках проєкту про тих, завдяки кому ми живемо у своїй, вільній країні, про тих, хто помер за нас. |
| 63    | „ZLIVA NA PRAVO“                            | Світи                                                        | Гурт вважає, що людина живе доти — доки живе про неї пам'ять… Тому гурт пам'ятаєі не забуде тих, кому присвячений проєкт. |
| 64    | „Фіолет“                                    | БРО, ТВОРИ ДОБРО!                                            | Гурт зазначає, що ця пісня є присвятою всім хлопцям та дівчатам, які, починаючи від Революції на граніті до Революції гідності і подій на сході, не боялися сказати своє НІ обставинам, диктату влади, терору правоохоронної системи і комфорту персональної звичності. Грут каже, що це одна з найоптимістичніших і найжиттєствердніших пісень в історії гурту, пісня-віра в наше завтра, в нас і те, що все в України вийде. Гурт вважає, що важливо тільки не чекати, що хтось зробить це за нас, а самому стати рушійною силою нехай маленьких, але все-таки — змін. |
| 65    | Віталій Дуднік                              | Казав би хтось                                               | Співак зазначає, що ми живемо у дивні часи адже у рекламі з кожної праски блогери-ютубери фахівці-стрімери намагаються нас навчити як треба керувати своїм життям та навіть всесвітомю І ми взагалі не помічаємо поруч з нами простих людей, у яких нам реально треба вчитися. Про існування Дані Дідіка співак дізнався з жахливих новин і він не знаю чому Даня встиг навчитися у свої п'ятнадцять років, але знав, чого ми можемо навчитися у нього — Гідністі, Якої немає у більшості наших громадян. Співак знає, що люди завжди поруч з нами, поки ми їх пам'ятаємо, бо так працює пам'ять. |
| 66    | „KYIVMISTAh“                                | За війною весна                                              | Гурт каже, що їх пісня долучена до проєкту на честь безвинно вбитого Дані. |
| 67    | „Перкалаба“                                 | КОЛО                                                         | Гурт присвячує пісню Дані дідику та нагадує, що в лютому 2015 року русскій мір вбив пацана, який пішов охороняти мирну ходу в Харкові від тітушні. |
| 68    | „Тінь Сонця“                                | Слобожанський рок-н-рол                                      | Гурт долучився до проєкту з піснею, яка найбільше асоціюється зі „славним сином Харкова та України“. |
| 69    | „Гайдамаки“                                 | ДЕНЬ                                                         | |
| 70    | „End of Limits“                             | Колискова                                                    | |
| 71    | „Кімната Гретхен“                           | Імбир. Світла версія                                         | Гурт вважає, що кожен трек проєкту — це ще один спосіб не дати згаснути пам'яті про українського патріота, котрий пішов з життя у неприпустимо юному віці. |
| 72    | „Криголам“                                  | Blues 4                                                      | Гурт каже, що Герої України живуть навічно в наших серцях, тому Даня Дідік житиме вічно! Спи, хлопчику, та нехай твоя душа буде спокійною — ми пам'ятаємо та продовжуємо цю боротьбу, твою боротьбу.». |
| 73    | Михайло Коваль                              | Діти Зімбабве                                                | Співак бажає, щоб причин для таких проєктів було якнайменше, і щоб такі люди як Даня були живі та здорові і творили майбутнє нашої країни. |
| 74    | «NERA»                                      | Вільний Птах                                                 | |
| 75    | «Периферія»                                 | Це все, що їм треба                                          | |
| 76    | Антон Крамар                                | Осінь                                                        | |
| 77    | «Ін Тім»                                    | В мене все добре, мамо                                       | |
| 78    | «Драбадан»                                  | Почуття під снігом                                           | Гурт приєднався до марафону пам'яті «Так працює пам'ять», що присвячений 15-річному патріоту і громадському активісту Дані Дідіку, який став жертвою теракту під час Маршу єдності в Харкові в лютому 2015 року, з піснею про почуття, які повертаються, тому що вони — справжні! Гурт вважає, що і пам'ять про юного героя-активіста, що загинув — повинна бути вічною, адже це щиро і по-справжньому! |
| 79    | «U.A.R.»                                    | Ж'ива                                                        | |
| 80    | «Харцизи»                                   | Перлина Степу                                                | |
| 81    | «Syntora»                                   | За холодним склом                                            | |
| 82    | «Поророка»                                  | Жовтий                                                       | Гурт присвятив пісню усім українським воїнам та патріотам — людям, які зробили вибір на користь нашої спільної мрії на ім'я незалежна правова держава Україна. |
| 83    | «Толока»                                    | Поки Молоді                                                  | |
| 84    | «Ярра»                                      | Засинай                                                      | |
| 85    | «Крутий заміс»                              | Друзі                                                        | |
| 86    | «IMLA»                                      | Сон                                                          | Пісню «Сон» гурт присвятив дитині, 15 річному юнаку, патріоту і громадянину України Данилу Дідіку, який загинув у ході «За єдність України» в м. Харкові у 2015 р. |
| 87    | «Tetrakon»                                  | Запитай                                                      | Гурт зазначає, що має розуміння, що в сучасній європейській країні, діти мають жити за країну, а не вмирати за неї. |
| 88    | «Земля живих» feat. Андрій Ляшук — крайнеба | Крайнеба                                                     | Виконавці присвятили пісню тим, хто загинув, і тим, кому вдалося вижити. |
| 89    | «Kolo_dvoh»                                 | Прикутий                                                     | Гурт присвятив пісню у пам'ять Дані Дідіку та всім загиблим героям, які відстоювали нашу свободу та незалежність. Також гурт вдячний всім захисникам та патріотам, що захищають зараз нашу країну. |
| 90    | «Проти Течії»                               | Прапор у крові                                               | Гурт присвятив пісню Дані Дідіку та всім молодим революціонерам, які настільки люблять свою країну, що готові віддати за неї життя, нагадуючи іншим, якою ціною дається свобода. |
| 91    | «Yukra»                                     | Не Мовчи                                                     | Гурт у присвяті до пісні роздумовує, що інколи дуже важко мовчати, бути пасивним свідком того, з чим не можеш змиритися і при цьому майже завжди, майже завжди страшно за своє життя, але ти можеш не мовчати, можеш чесно і сміливо кидати виклик нелюдським умовам чи тоталітарним системам, зі стійкістю тримати удар, відкрито висловлювлюючи свою громадянську позицію чи хоробро захищаючи свою країну. Це можу бути навіть дитина, яка ризикує прожити недовго як хоробрий маленький українець Даня Дідик, якому присвячена пісня. |
| 92    | «Колір Ночі»                                | Добрий вечір                                                 | |
| 93    | «Марний»                                    | Зловити вітер [Архівовано 13 червня 2021 у Wayback Machine.] | Гурт присвятив пісню Данилу, а також всім мертвим, і живим, і ненародженим, що вели, ведуть та будуть вести боротьбу з російським агресором. |
| 94    | «Гетьман»                                   | Цінність                                                     | |
| 95    | Олександр Положинський та «Три Троянди»     | Несподівано                                                  | Співак згадує, що Руслан Горовий та Ірина Кравченко з Харкова неодноразово запрошували його долучитися до проєкту, та він все не міг адже не хотілося робити абияк, не хотілося робити нещиро — він чекав, коли з'явиться саме та пісня, визріла і виплекана, чесна, болюча, справжня. Олександр зрозумів, що влітку 2020 року така пісня прийшла — тоді готуючись до першого спільного концерту з трьома прекрасними талановитими дівчатами — Валерією, Мартою та Марією, в якому не мало бути нових пісень (планувалось нове аранжування вже давно існуючим пісням з репертуару «Тартака», «Був'є» та «Ол.Ів.'Є») з'явилася пісня «Несподівано», яку він запропонував дівчатам виконати на концерті, а згодом і записати. |
| 96    | «Karantinoz»                                | Разом                                                        | |
| 97    | «REIVA»                                     | Стіна                                                        | |
| 98    | «PALLAG»                                    | Коли я був малий                                             | Співак у присвяті до пісні Дані Дідіку каже, що вважає що діти та дитинство це особлива цінність, яку суспільство повинно берегти найбільше, проте на жаль не вдалось це зробити тоді, тому мусимо зробити це зараз, мусимо залишити світлу та велику пам'ять Герою України. |
| 99    | «Океан Ельзи» feat Alyona alyona            | Країна дітей                                                 | Співаки зазначають, що пісня є присвятою дітям України, які постраждали внаслідок війни на сході країни, збройних конфліктів, терактів, а її прем'єра в День захисту дітей — це нагадування, що, перш за все, діти потребують захисту від вчинків дорослих, від їх безвідповідальних та жорстоких рішень. |
| 100   | «Зграя»                                     | Легіони                                                      | |
| 101   | Rap Army                                    | Пам'ять про квіти                                            | «Діти — квіти життя! Хіба ми кілька років тому могли подумати що наші сини та доньки бачитимуть війну та чути вибухи мін? Хіба ми думали що наші діти будуть страждати від неї?». |
| 102   | ROSEQUIT                                    | Слово                                                        | Є речі під які дуже важко підбирати слова і рятівною соломинкою може стати мабуть, що лише музика. Даня Дідік віддав найцінніше за нашу державу, і найменше що можна зробити — це присвятити пісню в його память. Долучаючись до проекту «Так Працює Пам'ять» ми дякуємо Данилу і висловлюємо нашу безмежну шану йому і всім захисникам України. Також хочем подякувати авторам проекту та РокРадіо за важливу справу. Хай пам'ять про Данила живе завжди. |
| 103   | DRAFT                                       | Монолог                                                      | Гурт присвячує пісню Дані Дідіку, який загинув за нашу ідентичність, державність і мову. Пісня випускається також на підтримку усіх захисників України. |
| 104   | Souly 22                                    | ТЕМНОТА                                                      | |
| 105   | БДСМ                                        | Танцюй!                                                      | |
| 106   | Гражданин Топинамбур                        | Сміливість бути собою                                        | |
| 107   | NAVKA                                       | Віють вітри                                                  | Співачка зазначила, що має за честь підтримати проєкт, який присвячений пам'яті Дані Дідіка і всім, хто віддав життя за незалежність України. |
| 108   | Molotov 20                                  | Outro — Heroes do not die                                    | |
| 109   | Чур                                         | Туга                                                         | |
| 110   | Дарина Гребенко Юра Горохов                 | Смерті немає                                                 | Пісня на світлу пам'ять Дані і всім юним Героям! |
| 111   | Емаль                                       | Безвісті зниклий                                             | |
| 112   | Точка Опори                                 | Лети                                                         | |
| 113   | SMOG                                        | Збройні Сили України                                         | |
| 114   | Місько Барбара і Юрко Єфремов               | Козак перед боєм                                             | |
| 115   | GREMO                                       | Настав твій час                                              | В коментарі до треку співак зазначає, що історія Дані Дідіка не залишила його байдужим і він хоче сказати про це голосно, щоб його почули не тільки прості українці по всьому світу, а й люди при владі, в руках у яких величезні повноваження і назвали школу в його честь. |
| 116   | Romoza                                      | Спи, бо ще ніч                                               | В коментарі до треку виконавець зазначає, що має честь долучитися до проєкту та на жаль, неможливо повернути життя тих хто загинув, проте можна зберегти пам'ять про них, для того, щоб українські діти не мали ризикувати життям для збереження країни, та ніщо не загрожувало єдності та мирному життю українців. Також автор зазначає, що робота «Спи, бо ще ніч», написана більше 25-років тому, суть і посили донині актуальні, адже молоді люди продовжують боротися за своє краще майбутнє та самоідентифікацію, часто, на жаль — ціною власного життя. |
| 117   | Гаражі                                      | Перегортай сторінку                                          | |
| 118   | MotoDreamZz                                 | Вільному Воля                                                | |
| 119   | ГармидерҐВЕР                                | Треш                                                         | |
| 120   | Подих Долі                                  | Зоряний Пил                                                  | |
| 121   | Роздоріжжя                                  | Зараз                                                        | Гурт зазначає, що цінує життя і пам'ятає героїв, які його віддали. |
| 122   | Man from Light                              | Стус                                                         | Гурт розмірковує, що складно уявити, але і в 20-ому, і навіть в у 21-ому сторіччі українцям все ще потрібно виборювати право на самоідентифікацію, на те, щоб спілкувати власною мовою та бути господарями у власній стороні. Пісня для вшанування тих, хто ціною власного життя захищає існування української нації! |
| 123   | Ukie'z                                      | Road Movie                                                   | Пісню «Road movie» гурт присвятив юному герою України Данилу Дідіку — хлопцю, який загинув у 2015 році за те, щоби усі ми мали право бути українцями. Гурт вважає, що саме так працює національна пам'ять — піснями, спогадами і сердечною подякою живиться і передається далі, а школа № 11 в Харкові має носити ім'я хлопця. |
| 124   | SHARD                                       | Я і Ти                                                       | |
| 125   | НУМЕР 482 & ГОРОВИЙ                         | Запах Свободи                                                | Співаки кажуть, що трек присвячено герою Данилу Дідіку, який загинув за те, щоб ми жили далі і цінували запах і смак свободи. |
| 126   | Валерій Сазонов                             | МУЗИКА ДУШІ                                                  | Пісня присвячена земляку співака і гарному хлопцю Дані Дідіку. |
| 127   | Енджі Крейда                                | Я і Ти                                                       | |
| 128   | hurtom                                      | Мій друг                                                     | |
| 129   | Паліндром                                   | Двір                                                         | Пісню «Двір» артист присвятив пам‘яті харківського школяра Дані Дідіка, який загинув від рук проросійських терористів під час мирного Маршу Єдності у 2015 році, а відеоряд передає присмак постсовкової депресії через яку більшість людей в країні позбавлені критичного мислення. |
| 130   | 8 куля                                      | Голгофа                                                      | Гурт зазначає, що пісня «Голгофа» розповідає про реалії життя на Сході України, адже пройшло вже майже 7 років, але бути україномовним та "проукраїнським"у зросійщеному місті зовсім непросто, але потрібно. Тож гурт присвятив цю пісню .Данилу Дідіку, |
| 131   | Ґенеза                                      | Чорна Рілля                                                  | Гурт вважає, що Даня — приклад справжнього українця та героя. А герої не вмирають тому ця пісня для нього. |
| 132   | Chornitsa                                   | Обрій                                                        | |
| 133   | Ґоґодзи Ганскі                              | Весняна                                                      | Гурт присвятив цю пісню Дані Дідіку, який загинув за нашу свободу. |
| 134   | Romax                                       | Пелюстками                                                   | |
| 135   | E.K.A                                       | ВСЮДИ                                                        | |
| 136   | Тарас Петриненко                            | Самотній птах                                                | Співак зазначає: «Нехай люди пам'ятають своїх героїв, які загинули за саму можливість існування України» |
| 137   | БОЗЯ                                        | Попереду Багато Перемог                                      | Во славу ЗСУ та посвята Дані Дідіку, рідному мілітанту |
| 138   | КОМУ ВНИЗ                                   | Боги Війни                                                   | |
| 139   | Каданов / Кононов                           | Чи то так                                                    | Пісня присвячується світлій пам'яті Дані Дідіка |
| 140   | Флайза                                      | Мої крила                                                    | Гурт присвячує пісню Дані Дідіку, якого вбили через бажання бути українцем, а також іншим діятям, яких вбили росівйські окупанти. |
| 141   | Kraamola                                    | Вальс Із Янголом                                             | В коментарі до треку гурт присвятив пісню в пам’ять про дітей, чиї життя були нагло відібрані свавільною ордою російських нелюдів, а також Дані Дідіку та Степану Чубенку, які були одними із перших. |